# Joaquín Campos (pintor)

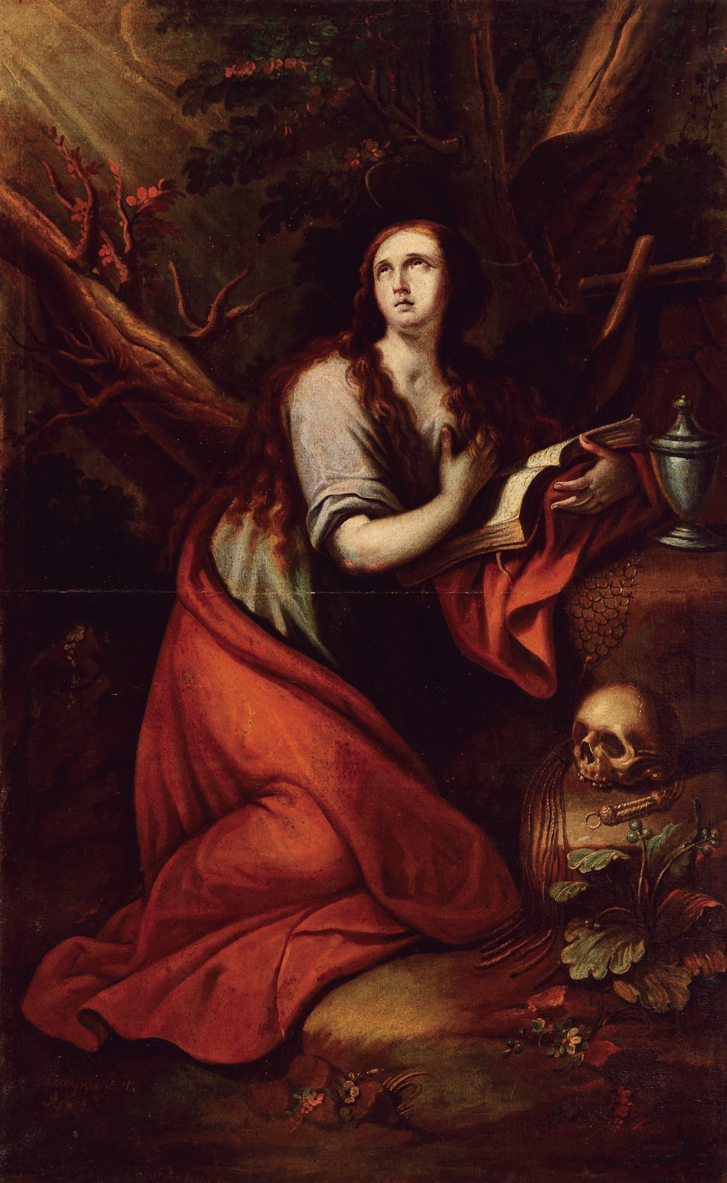
Magdalena penitente, óleo sobre lienzo, 206 x 126 cm, Murcia, Museo de Bellas Artes. Firmado Campos fecit 1802.

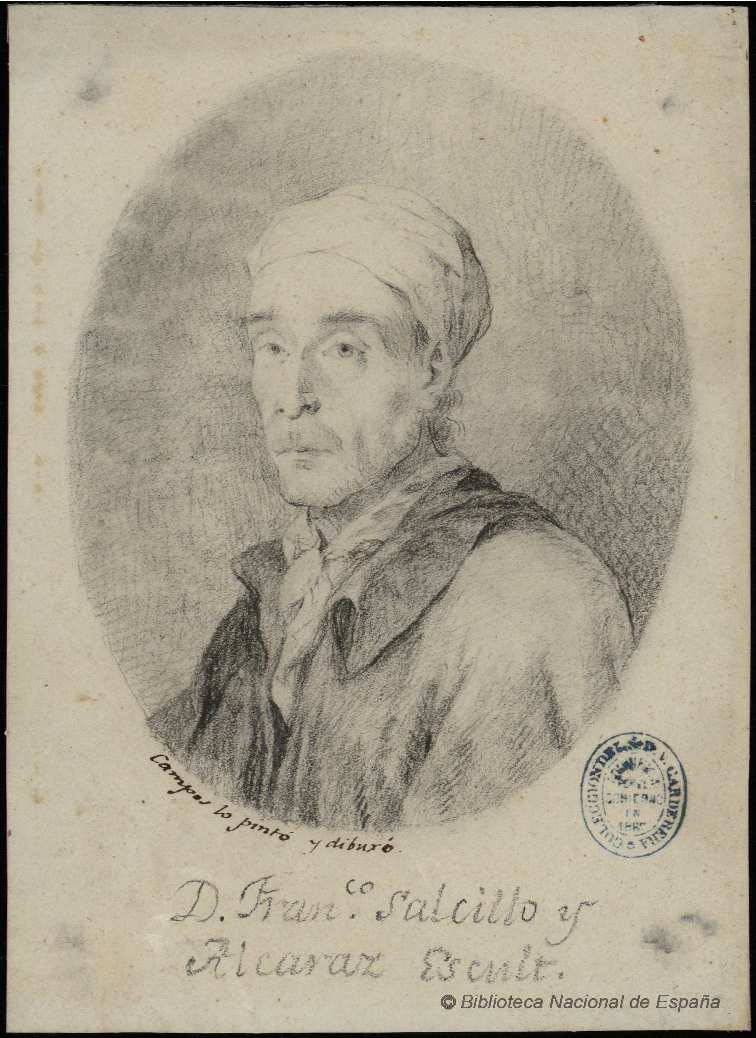
Retrato de Francisco Salzillo, hacia 1780, dibujo a lápiz sobre papel amarillento para ilustrar el Diccionario histórico de Juan Agustín Ceán Bermúdez. Madrid, Biblioteca Nacional de España.

Joaquín Campos López (Orihuela, 1748-Murcia, 1811) fue un pintor español.

## Biografía
Formado en la Real Academia de Bellas Artes de San Carlos de Valencia, de la que fue miembro desde 1773, y discípulo de José Vergara, en 1781 con la conformidad de Francisco Salzillo fue nombrado teniente-director de las clases de dibujo impartidas en la Sociedad Económica de Amigos del País de Murcia donde en 1779 se había creado una Escuela Patriótica de Dibujo. Del año siguiente son las primeras obras firmadas y fechadas conocidas: el retrato del obispo Manuel Rubín de Celis y los lienzos de la capilla de la beata Mariana de Jesús en la iglesia de la Merced, con la representación de un éxtasis de la beata y el tránsito de la muerte.
Establecido en Murcia, de su taller salieron un gran número de lienzos para las iglesias de la capital y otras localidades de la diócesis de Cartagena con un estilo de raíz aún barroca, aunque también son muchos los destruidos en los sucesos de 1931 y 1936.
Entre las obras conservadas cabe mencionar una Virgen del Carmen de gran tamaño en la iglesia de Santiago de Liétor, firmada y fechada en 1788, que estuvo destinada originalmente a servir de bocaporte del retablo mayor del convento de carmelitas descalzos de la misma localidad, y podría haber servido de modelo para otro lienzo no conservado de igual asunto firmado en 1795, pintado para bocaporte del camarín de la iglesia de Nuestra Señora del Carmen de Murcia. También en 1795 firmó el San José de medio cuerpo que guarda el Museo de Bellas Artes de Murcia, donde se conservan además una Dolorosa, fechada en 1803, San Juanito besando el pie al Niño Jesús y la Magdalena penitente.
De los primeros años del siglo XIX son algunas de sus obras más significativas, como la Inmaculada con los símbolos de la letanía y la Santísima Trinidad de la sacristía de la iglesia de Santo Domingo de Murcia, firmada y fechada en 1800, que es aún una réplica del tipo creado por Juan de Juanes, y La peste del Ayuntamiento de Murcia, encargo del concejo para conmemorar el heroísmo de  los frailes murcianos que con Simón López acudieron a Cartagena para atender a los afectados por la enfermedad durante la epidemia de 1804. Firmado en 1806, los retratos reales de los protagonistas, en lo que Campos destacó por encima de la creación,  atenúa al menos parcialmente el enfoque alegórico general de la composición.
Mucho menos numerosos que las pinturas religiosas, no faltan los retratos en la producción de Campos. Además del citado del obispo Rubín de Celis, del que existen al menos tres copias, en 1809 el ayuntamiento le encargó el retrato oficial de Fernando VII, perdido, e hizo un emotivo retrato de Francisco Salzillo ya anciano, del que la Biblioteca Nacional de España conserva un dibujo autógrafo con la inscripción manuscrita «Campos lo pintó y dibuxó». Corresponsal de Ceán Bermúdez, es posible que este retrato como el de Senén Vila de la misma biblioteca se destinasen a ilustrar su Diccionario histórico.
Falleció en Murcia en 1811, víctima de la epidemia de fiebre amarilla que asoló la ciudad. El mismo año había firmado un todavía barroco en su concepción e iluminación Bautismo de Cristo para la iglesia de San Juan Bautista.